# Prawybory w Wieruszowie
W gminie Wieruszów przeprowadzono 3 razy prawybory jako formę sondażu przed ogólnopolskimi wyborami.
Gmina Wieruszów została nazwana "Polską w pigułce".
Jedyne ugrupowanie, spośród tych, które zostały uwzględnione w prawyborach przynajmniej dwukrotnie i za każdym razem uzyskało wynik gorszy w porównaniu z wynikiem ostatecznych wyborów to Polskie Stronnictwo Ludowe.

## Prawybory 1997
Prawybory przeprowadzone 7 września 1997 roku, przed wyborami parlamentarnymi w 1997 roku.
| Komitet                      | Wynik prawyborów [%] | Wynik wyborów [%] | Błąd w przewidzeniu wyniku wyborów [%] |
| ---------------------------- | -------------------- | ----------------- | -------------------------------------- |
| Sojusz Lewicy Demokratycznej | 35,6                 | 27,13             | 31                                     |
| Akcja Wyborcza Solidarność   | 29,3                 | 33,83             | -13                                    |
| Unia Wolności                | 9,7                  | 13,37             | -27                                    |
| Ruch Odbudowy Polski         | 7,8                  | 5,56              | 40                                     |
| Polskie Stronnictwo Ludowe   | 5                    | 7,31              | -32                                    |

## Prawybory 2019
Prawybory przeprowadzone 6 października 2019 roku, przed wyborami parlamentarnymi w 2019 roku.
Frekwencja wyniosła około 13%.
| Komitet                                    | Wynik prawyborów [%] | Wynik wyborów [%] | Błąd w przewidzeniu wyniku wyborów [%] |
| ------------------------------------------ | -------------------- | ----------------- | -------------------------------------- |
| Prawo i Sprawiedliwość                     | 46,5                 | 43,59             | 7                                      |
| KKW Koalicja Obywatelska PO .N iPL Zieloni | 23,49                | 27,40             | -14                                    |
| Sojusz Lewicy Demokratycznej               | 13,08                | 12,56             | 4                                      |
| Polskie Stronnictwo Ludowe                 | 7,86                 | 8,55              | -8                                     |
| Konfederacja Wolność i Niepodległość       | 7,02                 | 6,81              | 3                                      |
| KWW Koalicja Bezpartyjni i Samorządowcy    | 2,05                 | 0,78              | 163                                    |

## Prawybory 2023
Prawybory przeprowadzone 17 września 2023 roku przed wyborami parlamentarnymi w 2023 roku.
Frekwencja wyniosła 19,27% (liczba oddanych głosów ważnych wyniosła 2 110).
| Komitet                                                                    | Wynik prawyborów [%] | Wynik wyborów [%] | Błąd w przewidzeniu wyniku wyborów [%] |
| -------------------------------------------------------------------------- | -------------------- | ----------------- | -------------------------------------- |
| KKW Koalicja Obywatelska PO .N iPL Zieloni                                 | 34,08                | 30,70             | 11                                     |
| Prawo i Sprawiedliwość                                                     | 32,32                | 35,38             | -9                                     |
| KKW Trzecia Droga Polska 2050 Szymona Hołowni – Polskie Stronnictwo Ludowe | 11,94                | 14,40             | -17                                    |
| Konfederacja Wolność i Niepodległość                                       | 6,64                 | 7,16              | -7                                     |
| Nowa Lewica                                                                | 6,35                 | 8,61              | -26                                    |
| Polska Jest Jedna                                                          | 4,08                 | 1,63              | 150                                    |
| Bezpartyjni Samorządowcy                                                   | 3,51                 | 1,86              | 89                                     |
| KWW Ruchu Dobrobytu i Pokoju                                               | 0,76                 | 0,12              | 533                                    |
| Polska Liberalna Strajk Przedsiębiorców                                    | 0,33                 | —                 | —                                      |